# Boris Alekseevich Chichibabin
Boris Alekseyevich Chichibabin (tiếng Nga: Бори́с Алексе́евич Чичиба́бин, họ thật là Polyshin – 09/01/1923 – 14/12/1994) là nhà thơ đoạt giải thưởng Nhà nước Liên Xô 1990. Trong các thập niên từ 1950 đến 1980, Chichibabin là nhà thơ nổi tiếng nhất ở thành phố Kharkov. Từ cuối thập niên 1950 bản thảo thơ của ông được phổ biến khắp Liên Xô cũ. Sự thừa nhận chính thức chỉ đến với ông gần cuối đời, thời kỳ cải tổ.

## Tiểu sử
Boris Chichibabin sinh ở Kremenchuk trong gia đình một sĩ quan quân đội. Học phổ thông ở thì trấn Chuguev, tỉnh Kharkov. Họ Chichibabin được lấy từ họ của ông dượng đằng mẹ, viện sĩ Aleksey Evgenyevich Chichibabin – một nhà khoa học trong ngành hóa học. Năm 1940 Boris Chichibabin học khoa sử Đại học Tổng hợp Kharkov nhưng bỏ dở chừng để vào lính, phục vụ tại mặt trận Kapkage.
Năm 1945 ông vào học khoa ngôn ngữ Đại học tổng hợp Kharkov nhưng đến năm 1946 bị bắt đi cải tạo 5 năm vì "tuyên truyền chống lại chính quyền Xô viết". Từ năm 1951 làm việc tại nhà hát kịch, sau đó làm ở phòng điều hành tắc-xi, học lớp kế toán và làm việc ở phòng điều hành tàu điện thành phố.
Boris Chichibabin được kết nạp vào Hội Nhà văn Liên Xô năm 1968, đến năm 1973 bị khai trừ vì những phát biểu ở một ngày lễ tại Kharkov, năm 1987 được phục hồi. In thơ từ năm 1958. Đã in các tập thơ: Tuổi trẻ (Молодость, 1963), Giá lạnh và mặt trời (Мороз и солнце, 1963), Hài hòa (Гармония, 1965), Chiến hạm Rạng đông đang đi (Плывет "Аврора", 1968), Quả chuông (Колокол, 1989), Những người bạn thập kỷ 1960 (Мои шестидесятые, 1990), Thơ và văn xuôi (В стихах и прозе, 1995). Thời kỳ Xô Viết tác phẩm của ông còn được in ở các tạp chí tiếng Nga ở nước ngoài như: "Глагол", "22", "Поиски", "Континент".
Các thập niên 1970 – 1980 thơ của Boris Chichibabin được giới trí thức yêu mến vì sự thẳng thắn, không hề giả dối. Thời kỳ cải tổ thơ của ông được các báo và tạp chí in liên tục. Năm 1990 ông được tặng Giải thưởng Nhà nước Liên Xô cho tập thơ Quả chuông. Tác phẩm của Boris Chichibabin được dịch ra tiếng Anh, tiếng Pháp, tiếng Belarus, tiếng Ukraina, tiếng Ý, tiếng Séc... và gần đây được dịch ra tiếng Việt.
Boris Chichibabin mất ngày 14 tháng 12 năm 1994 tại Kharkov. Thành phố này đã dựng tượng và đặt tên ông cho một đường phố ở trung tâm thành phố.

## Tác phẩm
- Tuổi trẻ (Молодость, 1963)
- Giá lạnh và mặt trời (Мороз и солнце, 1963)
- Hài hòa (Гармония, 1965)
- Chiến hạm Rạng đông đang đi (Плывет "Аврора", 1968)
- Quả chuông (Колокол, 1989)
- Những người bạn thập kỷ 1960 (Мои шестидесятые, 1990)
- Thơ và văn xuôi (В стихах и прозе, 1995)
- Dù sao ta đã là một nhà thơ... (И все-таки я был поэтом.., 1998) tuyển tập thơ, văn xuôi, thư từ và những bài viết về Boris Chichibabin.

## Một bài thơ
| Giữa nỗi buồn và không gì cả Chúng ta đã chọn nỗi buồn. Ai đấy hỏi: "để làm gì thế?" Còn ai đấy rằng: "thật đáng thương". Hoặc làm dân đen, hoặc để biết Và cười lên và vẫy bàn tay. Không phải thời để đi giải thích Hoặc về tĩnh lặng nghĩ suy. Ta trong đời cho hàng trăm năm Ta trong đời cho hàng ngàn mảnh đất Trong ta không tắt ánh sáng thiên đàng Và men say của trời không khô kiệt. Và ta sẽ nhận về dấu triện Của sự chia ly và sự truy lùng Bằng ánh lửa trả lời tia sáng Tiếng nhạc lòng đáp lại âm thanh. Bằng sự tuyệt vọng cho cây thập ác Và uống vào cả những đắng cay Ta chuộc lại sự lăng xăng tíu tít Và thô bạo ở cuộc đời này. Ta sẽ bỏ lại nơi đây linh hồn Để Chúa Trời một khi nào đấy Tha cho thói kiêu căng sáng tạo Và tha cho thân xác than phiền. Và chúng ta vẫn cứ đi như thế Một khi còn đập những con tim Và biết rằng con đường kia chẳng có Những giới hạn hay điểm cuối cùng. Khi thiên thần vào ta áp sát Vỗ về bằng sự lặng yên Thì ta chỉ cần trong mấy phút Ta sẽ quên đi linh hồn. Và sau bản trường ca – lần nữa Sau bút vẽ và sau cả dương cầm Giữa nỗi buồn và không gì cả Ta đã chọn lấy nỗi buồn. Bản dịch của Nguyễn Viết Thắng | Между печалью и ничем мы выбрали печаль. И спросит кто-нибудь "зачем?", а кто-то скажет "жаль". И то ли чернь, а то ли знать, смеясь, махнет рукой. А нам не время объяснять и думать про покой. Нас в мире горсть на сотни лет, на тысячу земель, и в нас не меркнет горний свет, не сякнет Божий хмель. Нам - как дышать,- приняв печать гонений и разлук,- огнем на искру отвечать и музыкой - на звук. И обреченностью кресту, и горечью питья мы искупаем суету и грубость бытия. Мы оставляем души здесь, чтоб некогда Господь простил нам творческую спесь и ропщущую плоть. И нам идти, идти, идти, пока стучат сердца, и знать, что нету у пути ни меры, ни конца. Когда к нам ангелы прильнут, лаская тишиной, мы лишь на несколько минут забудемся душой. И снова - за листы поэм, за кисти, за рояль,- между печалью и ничем избравшие печаль. |